# Pachyarthra iranica
Pachyarthra iranica är en fjärilsart som beskrevs av Petersen och Reinhardt Gaedike 1984. Pachyarthra iranica ingår i släktet Pachyarthra och familjen äkta malar.
Artens utbredningsområde är Iran. Inga underarter finns listade i Catalogue of Life.